# Frankenstein-adaptációk
Frankenstein-adaptációk: Mindazon regények, filmek, rádiójátékok, képregények és egyéb munkák, amelyek Mary Shelley írónő Frankenstein című regényének hatását viselik magukon, vagy egyenesen az inspirálta születésüket.

## Filmek

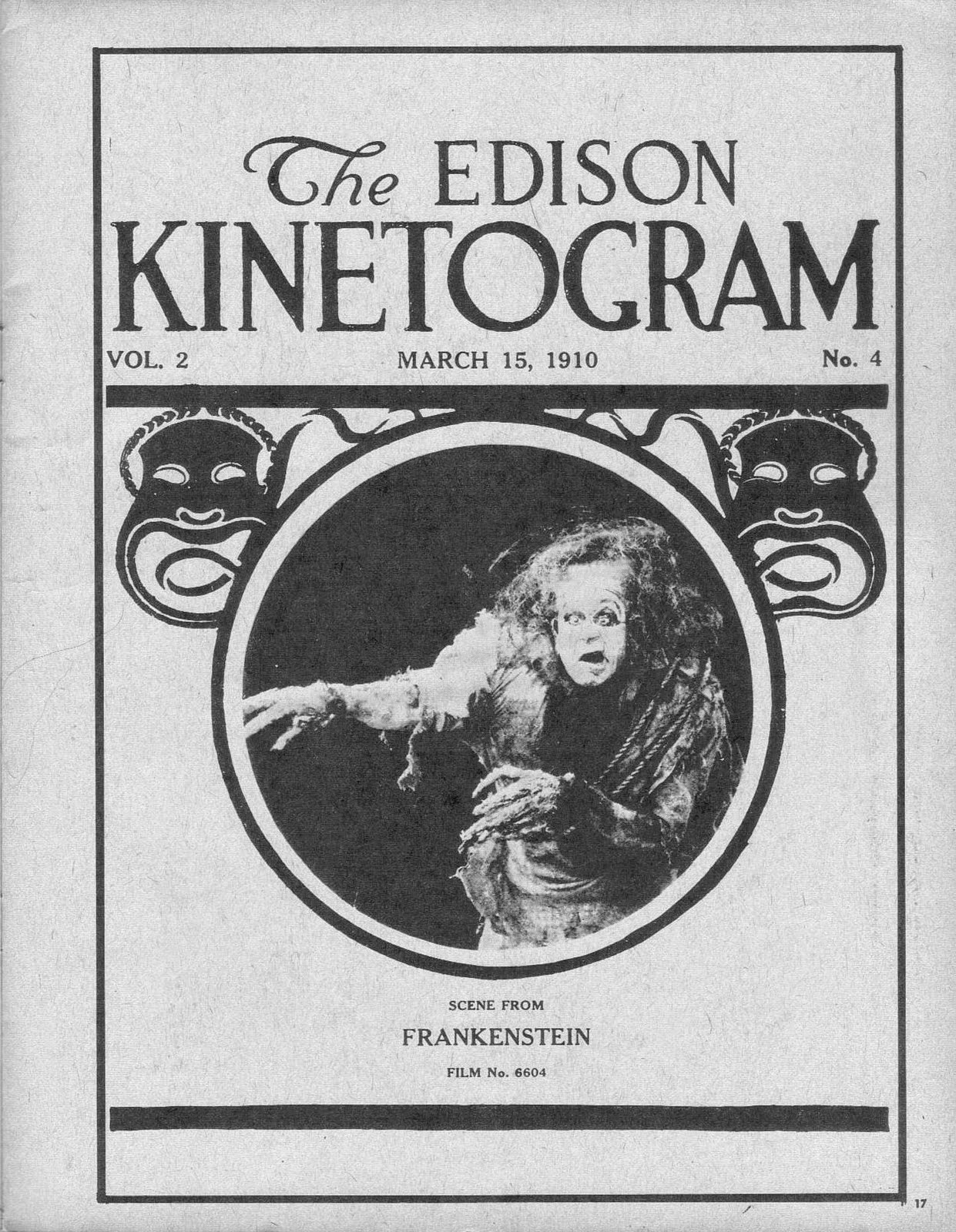
Az első Frankenstein film plakátja

Az első filmfeldolgozás az Edison Studios munkája volt 1910-ben, a Frankenstein, amelyet New Yorkban (Bronx) forgattak. A rövidfilm mindössze alig több, mint tíz perc, forgatása – (valószínűleg a maszkok miatt) az akkor megszokott 1 helyett – 3 napig tartott. Öt évvel később, 1915-ben a Life Without Soul (magyarul: Lélek nélküli élet) címmel, már 70 percben öleli fel  a Frankenstein témát, egész estés alkotásként, majd 1921-ben, az amerikai adaptációk után az olasz Il mostro di Frankenstein is elkészült. Ám ezek még némafilmek voltak.

### Universal Pictures
- Az Universal Pictures készítette el a talán leghíresebb adaptációt, az 1931-es Frankensteint, melyben Boris Karloff játszotta a szörnyet.
- Frankenstein menyasszonya (The Bride of Frankenstein) (1935 – Karloff)
- Frankenstein fia (Son of Frankenstein) (1939 – Karloff)
- Frankenstein szelleme (The Ghost of Frankenstein) (1942)
- Frankenstein találkozik a farkasemberrel (Frankenstein Meets the Wolf Man) (1943)
- Frankenstein háza (House of Frankenstein) (1944)
- Drakula háza (House of Dracula) (1945)
- Abbott and Costello Meet Frankenstein(wd) (1948)

### Hammer Films
Az angol filmkészítők a korábbi darabokkal ellentétben a szörnyet teremtő doktorra tették a hangsúlyt.
- Frankenstein átka (The Curse of Frankenstein) (1957)
- Frankenstein bosszúja (The Revenge of Frankenstein) (1958)
- The Evil of Frankenstein (1964)
- Frankenstein nőt alkotott (Frankenstein Created Woman) (1968)
- Frankensteint el kell pusztítani (Frankenstein Must Be Destroyed) (1969)
- Frankenstein rémsége (The Horror of Frankenstein) (1970)
- Frankenstein and the Monster from Hell (1973)

### Egyéb filmek
1973	Test Frankensteinnek (Flesh for Frankenstein) IMDB:5,8
1974 	Az ifjú Frankenstein (Young Frankenstein)
1985	Frankenstein menyasszonya (The Bride)	IMDB:5,4
1988	Frankenstein avagy az őrültek kórháza 	 (Frankenstein General Hospital)IMDB:3,6
1994	Mary Shelleys Frankenstein IMDB:6,3 Frankenstein (1994)
2004	Frankenstein: Újratöltve (Frankenstein) 	IMDB: 4,5 
2010	Szelíd teremtés - A Frankenstein-terv	IMDB:	5,6 (Tender Son: The Frankenstein Project) rend: Mundruczó Kornél
2013	A Frankenstein serege (Frankenstein’s Army) IMDB:5,3
2013	A Frankenstein-teória 			IMDB: 4,3 (The Frankenstein Theory) 
2014	Én, Frankenstein (I. Frankenstein) 
2014	Az éj, amikor Frankenstein megszületett 	IMDB: 7,2 (Frankenstein and the Vampyre: A Dark and Stormy Night)  
2015 	Victor Frankenstein 	IMDB: 5,9 
2017 	Mary Shelley (Frankenstein születése) 	IMDB:6,4 

## Rádió
1938-ban George Edwards készített egy 13 részes, 3 órás sorozatot, amely közel megegyezett a regény cselekményvezetésével. Majd 1944 és 55-ben még két feldolgozás készült szintén rádiójáték formájában.[forrás?]

## Képregény
A szörny tiszteletét tette az X-Men 40. számában is 1968 januárjában. A történetet Roy Thomas írta. A feldolgozásban Mary Shelly szörnye androidként jelenik meg és változatos képességeket birtokol.[forrás?]

## Színház
|                                                                                    |  |
| Richard Brinsley Peake Presumption; or, the Fate of Frankenstein plakátjai (1823.) |  |

Első színpadi feldolgozása Richard Brinsley Peake angol drámaíró Presumption; or, The Fate of Frankenstein című műve volt 1823-ban a londoni Angol Operaház (ma: Lyceum Theatre) számára.
Színházi adaptáció 1826-ban készült belőle, Henry M. Milner színdarabja Az ember és a szörnyeteg, avagy Frankenstein sorsa címet viselte.
A Broadwayen először 1981-ben játszották. Victor Gialanella feldolgozásában az alapregény mellett James Whale 1931-es filmjét használta föl.
2007-ben Mundruczó Kornél alkotása, a Frankenstein-terv szakított a felelőtlen tudós és fércelt arcú szörnyetege közti morális hajszát feldolgozó hagyománnyal. Az Orczy-kert fái alatt megbújó lakókonténerben játszódó történet egy éppen castingot tartó filmrendező, F. Viktor (Rába Roland) és egyik, ellenszegülő „teremtménye”, a Fiú (Frecska Rudolf) közötti feszültségen alapszik.
Nick Dear egy klasszikus színpadi adaptációt készített, ősbemutatóját 2011. február 5-én, a londoni Nemzeti Színházban tartották, melyből film (színházi közvetítés) is készült. Danny Boyle többszörösen díjnyertes rendezését a magyar közönség 2012-ben láthatta az Uránia Nemzeti Filmszínházban. Az előadás különlegessége volt, hogy a két igen ismert angol színész, Benedict Cumberbatch és Johnny Lee Miller előadásonként felváltva játszotta a Kreatúra és Frankenstein doktor szerepét. Nick Dear átiratában a hangsúly – számos adaptációhoz képest, Shelley eredeti regényéhez hasonlóan, – szinte teljes egészében átkerül a Teremtményre, felerősítve a teremtő, az ember istenként tetszelgő hatását. A teremtett és teremtő egymást teszi szörnnyé, és – bár a körülmények tükrében nem mondható ki egyértelműen egyikük sem bűnösnek, – egyaránt veszélyesek a környezetükre.
| |  |
| Horváth Illés a Kreatúra szerepében Koltai M. Gábor adaptációjában (Pesti Magyar Színház, 2015. Fotó: Tóth Viktória) |  |

Ebből az előadásból Koltai M. Gábor készített magyar adaptációt 2015. február 13-i bemutatóval – Peter Handke, Jacob Wassermann, Martin Františák és Pilinszky János szövegeinek felhasználásával, – a Pesti Magyar Színházban Horváth Illéssel és Kovács Krisztiánnal a főszerepben. A londoni előadáshoz képest ebben az előadáson belül, egy este leforgása alatt „folynak át egymásba” Frankenstein és a Kreatúra íve és személyisége, még inkább kihangsúlyozva az előbbi találkozásait önmagával és a világgal, ugyanakkor egyenrangú teret biztosítva teremtője jellemének elmélyítéséhez is.